# Xperia 10 II
Xperia 10 II（エクスペリア テン マークツー）はソニーモバイルコミュニケーションズによって開発されたAndroid搭載端末である。Xperia 1 II、Xperia PROとともにソニーモバイルコミュニケーションズによって、2020年2月24日に公式YouTubeチャンネルにて発表された。当初の予定ではスペイン・バルセロナの携帯電話展示会「MWC2020」にてソニーモバイルコミュニケーションズより発表される予定であったが、新型コロナウイルスの感染防止のため中止された。

## 概要
本機種はXperiaシリーズの2020年度機種となる。2020年の新商品の1つとして発表された。
Xperia 1 IIのミドルレンジモデル。
ミッドレンジXperiaとして初めて有機ELディスプレイ、トリプルレンズカメラを搭載している。
フロント、バックパネルには高強度で落としても割れにくい、Corning Gorilla Glass 6を、フレームには樹脂素材を採用している。
Xperia 1やXperia 1 II のようなフラグシップXperiaと同様に映画とほぼ同じ比率の21:9ワイドディスプレイを採用している。
3.5mmオーディオジャックを搭載し、ハイレゾに対応、ワイヤレスでもハイレゾ音質を聴くことができる。またハイレゾ対応の有線ヘッドフォンを接続している場合、CDやMP3、AACなどの圧縮音源をハイレゾ相当の高解像度音源に変換できる「DSEE HX」によりハイレゾ相当の高音質で聴くことができる。
従来のXperia同様にSTAMINAモード、いたわり充電を搭載し、IPX5/8の防水性能と防塵（IP6X）を備える。

## 歴史
- 2020年（令和2年）
  - 2月24日 - 同社YouTubeチャンネルより発表[1]。
  - 3月18日 - NTTドコモよりドコモ版（SO-41A）発表[8]。
  - 4月15日 - KDDIおよび沖縄セルラー電話よりau版（SOV43）発表[9]。
  - 5月13日 - ソフトバンクよりY!mobile版（A001SO）発表[10]。
  - 5月29日 - Y!mobile版（A001SO）発売。
  - 6月4日 - au版（SOV43）発売。
  - 6月25日 - ドコモ版（SO-41A）発売。
  - 9月25日 - 国内SIMフリー版（XQ-AU42）発表。
  - 10月1日 - 国内SIMフリー版（XQ-AU42）発売。